# نهائي الدرع الخيرية 1934
نهائي الدرع الخيرية 1934 هي النسخة الحادية والعشرين من الدرع الخيرية. لُعبت المباراة بتاريخ 28 نوفمبر 1934 على ملعب أرسنال، بين أرسنال بطل دوري كرة القدم الإنجليزي 1933–34، وبين مانشستر سيتي بطل كأس الاتحاد الإنجليزي 1933–34. فاز نادي أرسنال باللقب بعد فوزه على مانشستر سيتي بنتيجة 4–0.

## المباراة
| أرسنال                         | 4–0   | مانشستر سيتي |
| ------------------------------ | ----- | ------------ |
| بيركت · مارشال · دريك · باستين | تقرير |              |